# Гроссдітвіль
Гроссдітвіль (нім. Grossdietwil) — громада  в Швейцарії в кантоні Люцерн, виборчий округ Віллізау.

## Географія
Громада розташована на відстані близько 45 км на північний схід від Берна, 35 км на північний захід від Люцерна.
Гроссдітвіль має площу 10,2 км², з яких на 6,6% дозволяється будівництво (житлове та будівництво доріг), 71,1% використовуються в сільськогосподарських цілях, 22,3% зайнято лісами, 0,1% не є продуктивними (річки, льодовики або гори).

## Демографія
2019 року в громаді мешкало 854 особи (+2,2% порівняно з 2010 роком), іноземців було 10,3%. Густота населення становила 84 осіб/км².
За віковим діапазоном населення розподілялося таким чином: 19% — особи молодші 20 років, 63,7% — особи у віці 20—64 років, 17,3% — особи у віці 65 років та старші. Було 344 помешкань (у середньому 2,4 особи в помешканні).
Із загальної кількості 425 працюючих 115 було зайнятих в первинному секторі, 148 — в обробній промисловості, 162 — в галузі послуг.